# 施韦克海姆
施韦克海姆是德国巴登-符腾堡州的一个市镇。总面积9.22平方公里，总人口9322人，其中男性4579人，女性4743人（2011年12月31日），人口密度1 011人/平方公里。

## 友好城市
- 法國 戈龙